# Mesones (Guadalajara)
Mesones (también conocido como Mesones de Uceda) es una localidad española perteneciente al municipio de El Casar, en la provincia de Guadalajara, comunidad autónoma de Castilla-La Mancha. Cuenta con una población de 427 habitantes (INE 2021).

## Geografía
Mesones se encuentra al sureste del sector nororiental del sistema Central. La cota media de altitud del núcleo de Mesones se sitúa en unos 799 m sobre el nivel del mar.

### Localización
| Noroeste: Uceda (Urbanización Peñarrubia) | Norte: El Cubillo de Uceda | Noreste: Valdenuño Fernández        |
| Oeste: Valdepiélagos                      |                            | Este: Valdenuño Fernández           |
| Suroeste: Urbanización Lago del Jaral     | Sur: El Casar              | Sureste: Urbanización Nuevo Mesones |

En el núcleo de Mesones se ubican dos urbanizaciones, Nuevo Mesones, en el sureste, y Lago del Jaral, en el suroeste y más apartada. En ambos casos, las urbanizaciones presentan un carácter eminentemente residencial.

### Hidrografía

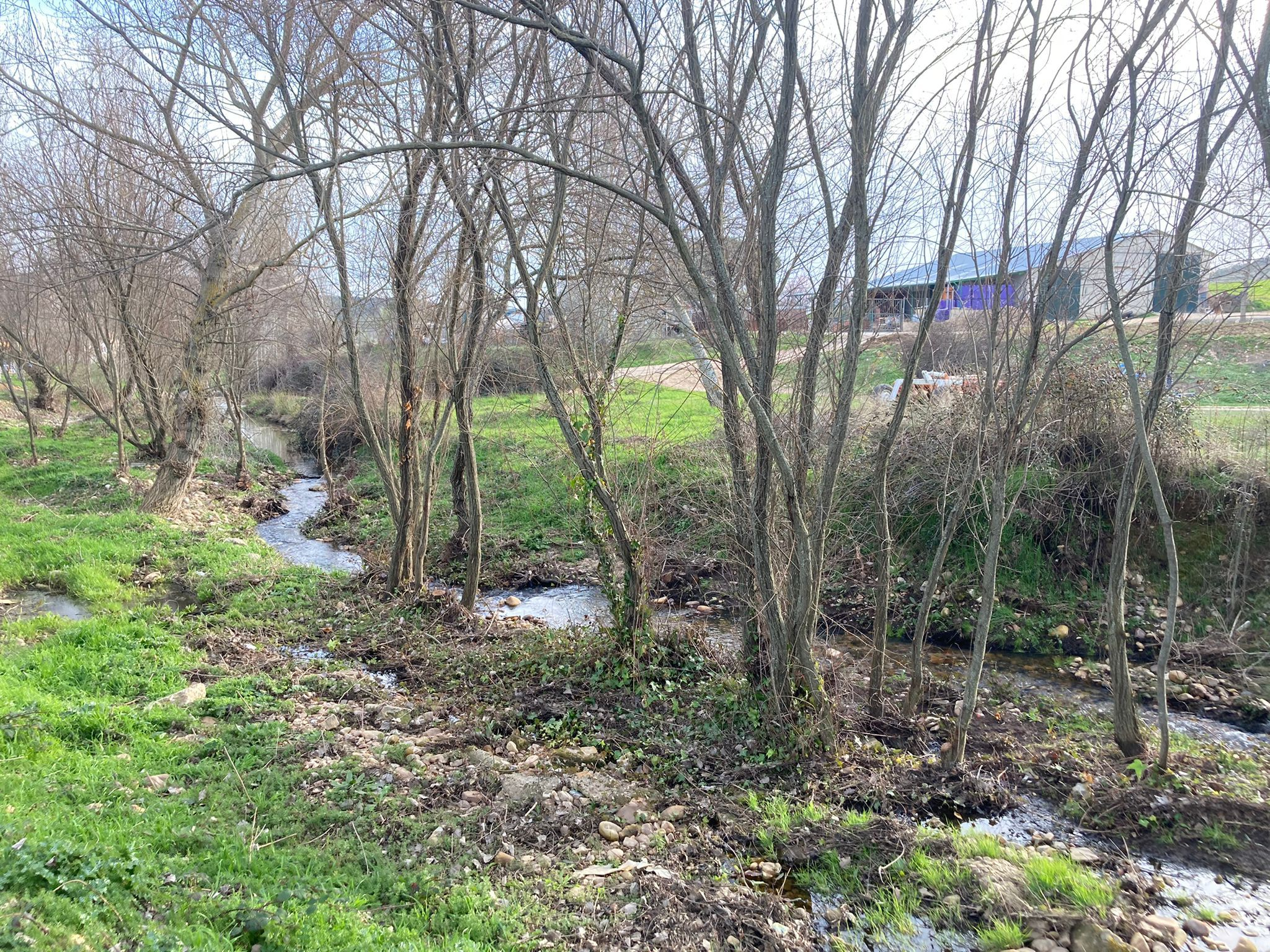
Vista del arroyo de la Galga a su paso por la localidad.

En cuanto a los cuerpos de agua, estos son muy escasos. Destaca el arroyo de la Galga, y el Navajo de Mesones. Las navas son lugares ahondados, donde hay una mayor humedad, y por tanto, una mayor fertilidad. Además, las navas son lugares óptimos para el avistamiento de aves. 
El arroyo de la Galga, afluente del río Jarama por su margen izquierda, nace de la confluencia del arroyo de las Viñas y el arroyo del Monte, en el término municipal de El Cubillo de Uceda. El arroyo bordea el núcleo urbano de Mesones y recibe, antes de abandonar la localidad, las aguas del arroyo del Retamar, del arroyo de las Perdigueras y del arroyo de  Valdelachiva.

### Clima
Mesones tiene un clima mediterráneo de carácter continental, debido a la distancia de la localidad al mar. Así, se dan grandes oscilaciones térmicas a lo largo del año, y largos períodos de sequía en la época estival. La presencia del Sistema Central actúa de barrera a la penetración de masas de aire fría procedentes del norte.

## Flora y fauna

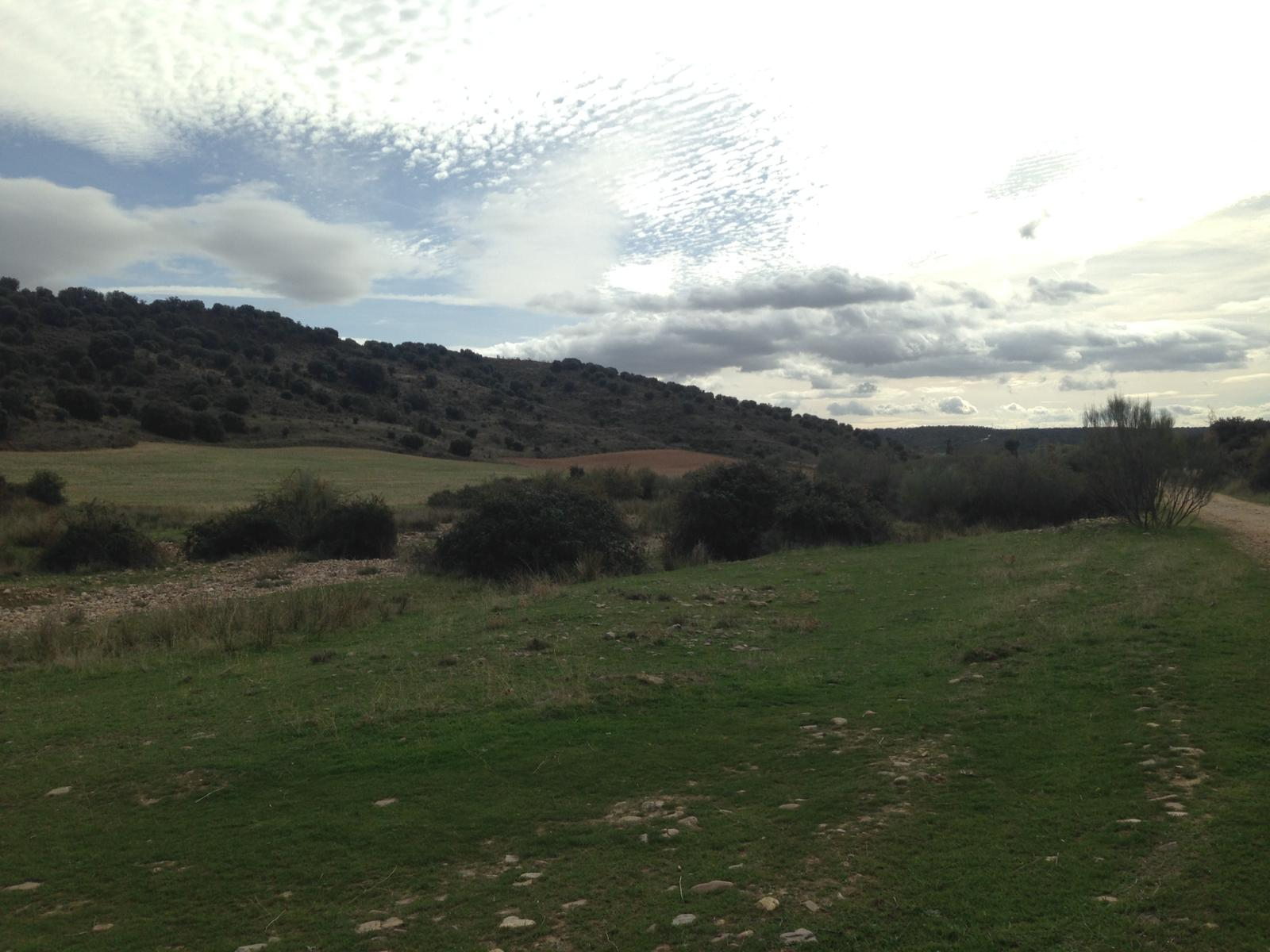
Paisaje típico de Mesones

Mesones es una localidad de la Campiña del Henares, y como tal, su paisaje presenta las características propias de esta comarca. La localidad se encuentra en el piso bioclimático mesomediterráneo, por lo que la vegetación característica se corresponde a la de especies esclerófilas. Destacan las encinas (Quercus ilex), jaras (Cistus ladanifer), retamas y rebollos (Quercus pyrenaica).
El factor antrópico, en el caso de Mesones, fundamentalmente ligado a las actividades agropecuarias, ha transformado el bosque de encinares, y en ciertas ocasiones, lo ha relegado a las zonas más inaccesibles o de mayor pendiente, siendo sustituidos en su lugar por cultivos de cereales y terrenos para uso pastoril. No obstante, dentro del municipio de El Casar, las manchas de encinar mejor conservadas se encuentran en el norte y este del núcleo de Mesones.
La vegetación de ribera se distribuye fundamentalmente a lo largo del arroyo de la Galga, pues el resto de arroyos no cuentan con humedad suficiente para albergar este tipo de vegetación. La vegetación riparia mejor conservada se encuentra en el tramo situado al sur de la localidad. La vegetación arbórea en estas riberas está representada por especies como el chopo blanco (Populus alba), las zarzamoras (Rubus ulmifolius) o el junco churrero (Scirpus holoschoenus).
Las navas, pequeñas lagunas, son lugares donde hay un frecuente avistamiento de aves. En el paraje conocido como El Llano de la Mesa, zona llana que bordea los encinares y dominada por los cultivos agrícolas se pueden avistar aves esteparias como la avutarda y aves rapaces como el águila imperial ibérica (Aquila adalberti), el águila real (Aquila chrysaetos), el búho real (Bubo bubo), el buitre leonardo (Gyps fulvus) o aguiluchos cenizos (Circus pygargus).

## Historia
Mesones formó parte, desde la Reconquista, del Común de villa y Tierra de Uceda. Perteneció primeramente, como todas aldeas de este territorio, a la Corona de Castilla, y desde comienzos del siglo XIII formó parte del señorío de los arzobispos de Toledo por donación del rey Fernando III «el Santo». 
El territorio de dicho señorío eclesiástico pervivió hasta que en 1575, el rey Felipe II trató de vender a la villa de Uceda y resto de aldeas a particulares, por lo que la Comunidad pasó a manos de Diego Mejía de Ovando, que se convirtió en el primer conde de Uceda. En 1593, Felipe II otorgó a Mesones la consideración de villa. De la recién creada Villa de Mesones fueron nombrados como primeros alcaldes ordinarios sus vecinos Francisco Auñón y Juan de Benito. En 1812 surgió el primer Ayuntamiento Constitucional, con la abolición de las instituciones señoriales.
La localidad aparece descrita en el undécimo volumen del Diccionario geográfico-estadístico-histórico de España y sus posesiones de Ultramar de Pascual Madoz de la siguiente manera:

MESONES: v. con ayunt. en la prov. de Guadalajara (4 leg.), part. jud. de Tamajon (6), aud. terr. de Madrid (6); e. g. de Castilla la Nueva, dióc. de Toledo (18). sit. en un valle al pie de una colina que le resguarda de los vientos del N.; goza de clima templado y las enfermedades más comunes son fiebres gástricas, intermitentes y afecciones catarrales. Tiene 40 casas; la consistorial; cárcel; escuela de instrucción primaria frecuentada por 28 alumnos de ambos sexos, á cargo de un maestro dotado con 26 fan. de trigo; 3 fuentes de buenas aguas, y varios pozos que proveen á las necesidades del vecindario; una igl. parr. (Ntra. Sra. de las Nieves), servida por un cura y un sacristan. térm. : confina N . El Cubillo y Uceda; E. Valdenuño Fernandez; S. El Casar de Talamanca, y O. Valdepiélagos; dentro de él se encuentran varios  manantiales y una ermita (La Soledad). El terreno que participa de montuoso y llano, es de mediana calidad; comprende buenos bosques poblados de roble y chaparro, que se hallan hácia el E. y S. caminos: los que dirigen á los pueblos limítrofes, todos en mediano estado, por la aspereza del terreno. correo: se recibe y despacha en las adm. de Guadalajara y Torrelaguna, por propios que manda el ayunt. prod.: trigo, centeno, cebada , avena garbanzos, algarroba, vino, leñas de combustible y carboneo y buenos pastos, con los que se mantiene ganado lanar y cabrio y las yuntas necesarias para la agricultura; hay caza de liebres, conejos y perdices, ind.: la agrícola y recría de ganados. comercio: esportacion del sobrante frutos, algún ganado y lana , é importación de los art. de consumo que faltan, pobl.: 35 vec., 130 almas. cap. prod.: 535,500 rs. imp. 53,550. contr. 4,042.
(Madoz, 1848, p. 397)

La localidad comenzó a formar parte del municipio de El Casar en 1972.

## Demografía
| Gráfica de evolución demográfica de Mesones entre 1842 y 1970 |
| |
| Población de derecho según los censos de población del INE Población de hecho según los censos de población del INEEntre el censo de 1981 y el anterior, este municipio desaparece porque se integra en el municipio El Casar de Talamanca |

En la relación topográfica del lugar de Mesones enviada a Felipe II en el año 1579 se cita: 

Lo segundo dixeron, que tiene cient vezinos, contando viuda por vecino, y que ha llegado alguna veces á ciento y diez vecinos, y que le han conoscido de setenta vecinos, y que ansí va creciendo y disminuiendo conforme á los tiempos, porque algunas veces ha hauido enfermedades, y por esto ha desmenuido; y casas que ay pocas mas que vecinos, porque sirven algunas de tener paja.

## Patrimonio

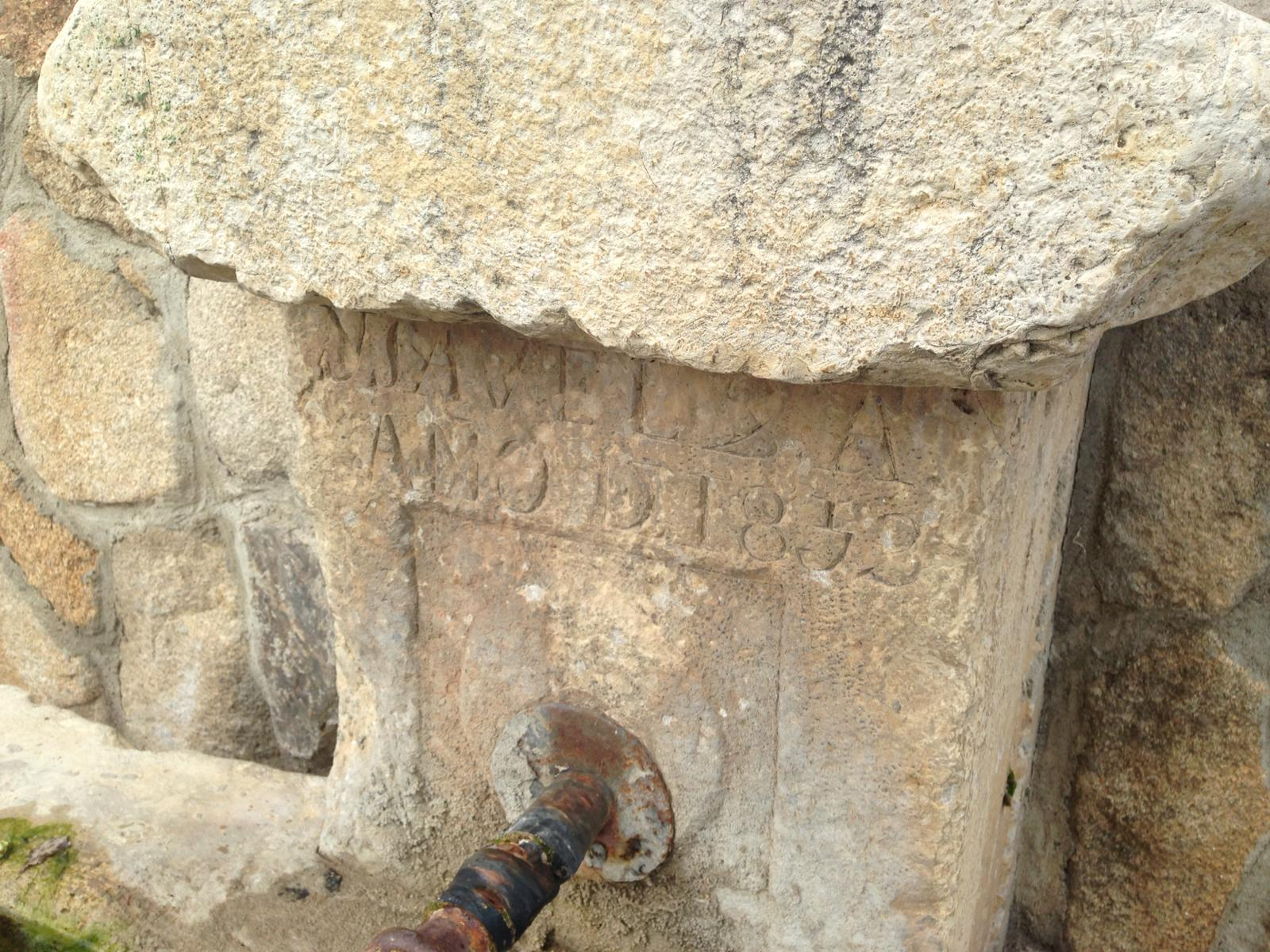
Inscripción en la fuente pública.

Destaca en la localidad la iglesia de Nuestra Señora de las Nieves. De estilo gótico, está construida en la parte más alta del pueblo. La iglesia parroquial tiene dos naves, aunque posiblemente tuvo solo una en origen, a la que se la añadió la segunda con motivo de un aumento de la población. A poniente se encuentra la espadaña donde se encuentran las campanas, construida con piedra y ladrillo. La portada de ingreso a la iglesia, de estilo renacentista, ofrece un complejo decorativo de tono plateresco, tallado en piedra blanca. En su interior, destaca la capilla mayor, donde se encuentra el altar y un retablo de estilo barroco. 
Junto al cementerio de la localidad se encuentra la ermita de la Soledad. Se trata de una ermita de pequeñas dimensiones, de planta cuadrada, y con un atrio adosado al muro sur. El suelo del atrio está empedrado de acuerdo a la antigua usanza rural. En el interior de la ermita se encuentran dos imágenes: una del Cristo Arrodillado y otra de la Soledad.
La fuente pública, que antaño actuaba como lavadero y como abrevadero, tiene una inscripción que reza “YSABEL 2.A. AÑO DE 1853”.

Mesones
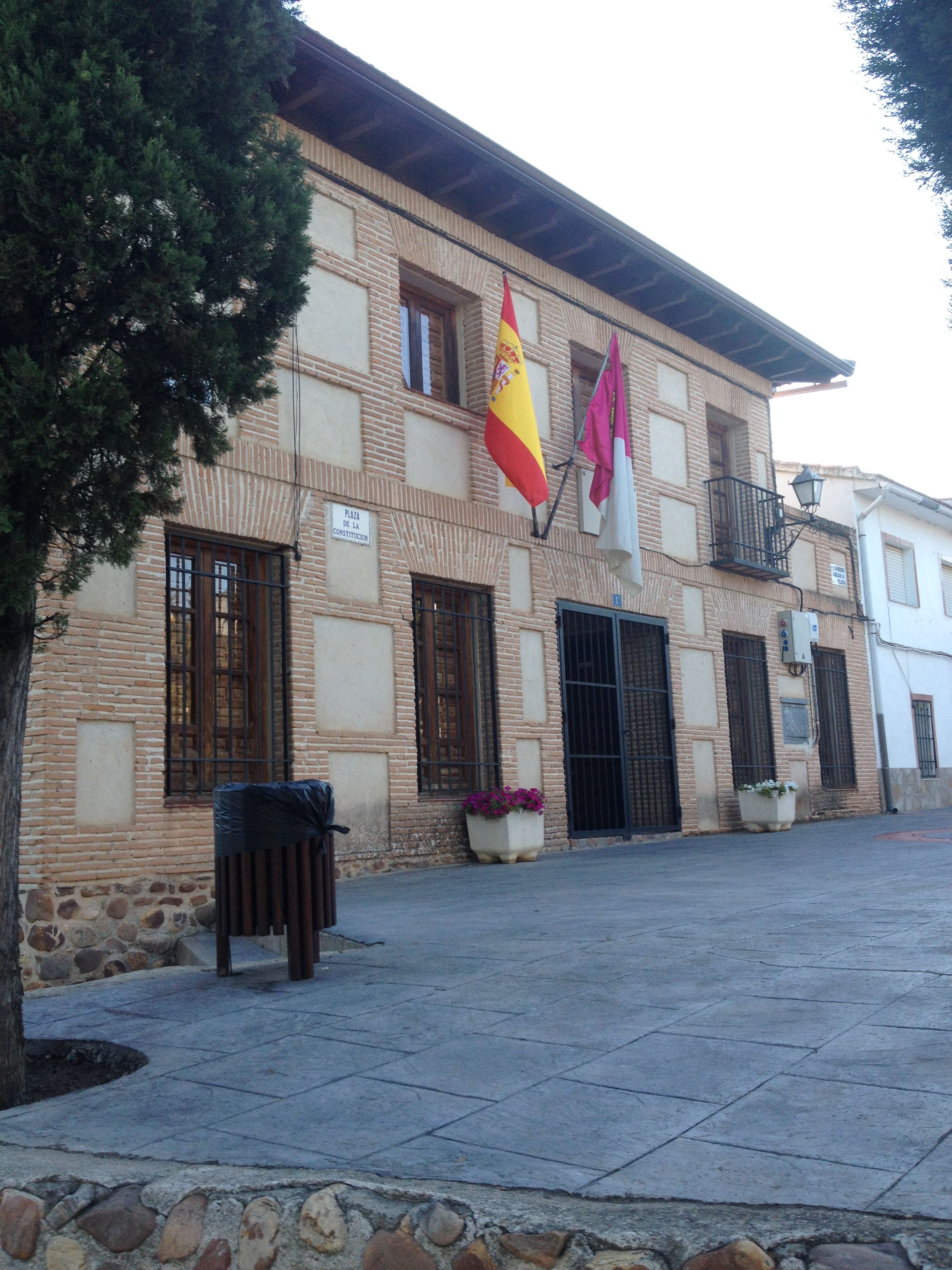
Ayuntamiento de Mesones
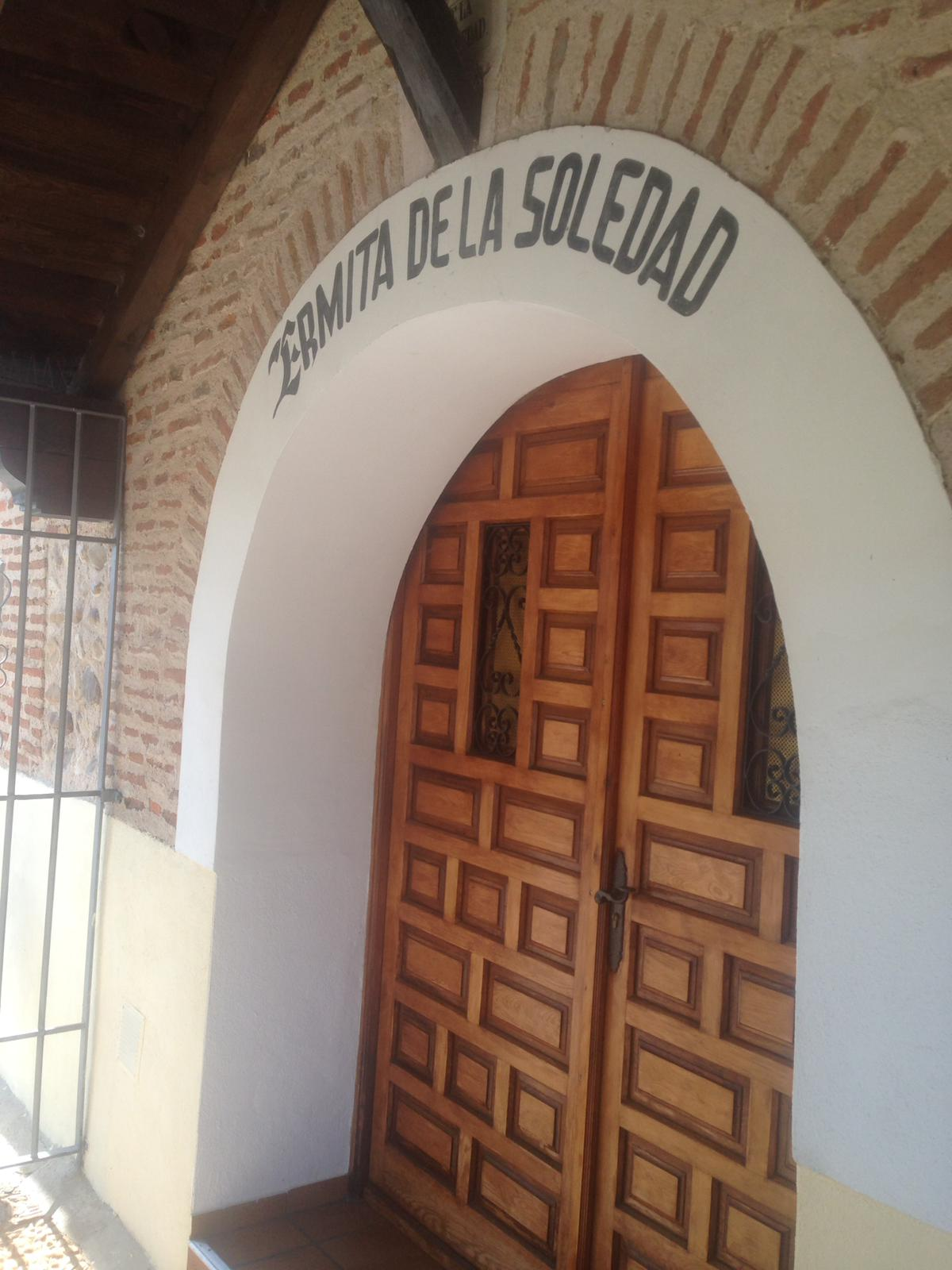
Entrada a la Ermita de la Soledad, aneja al cementerio
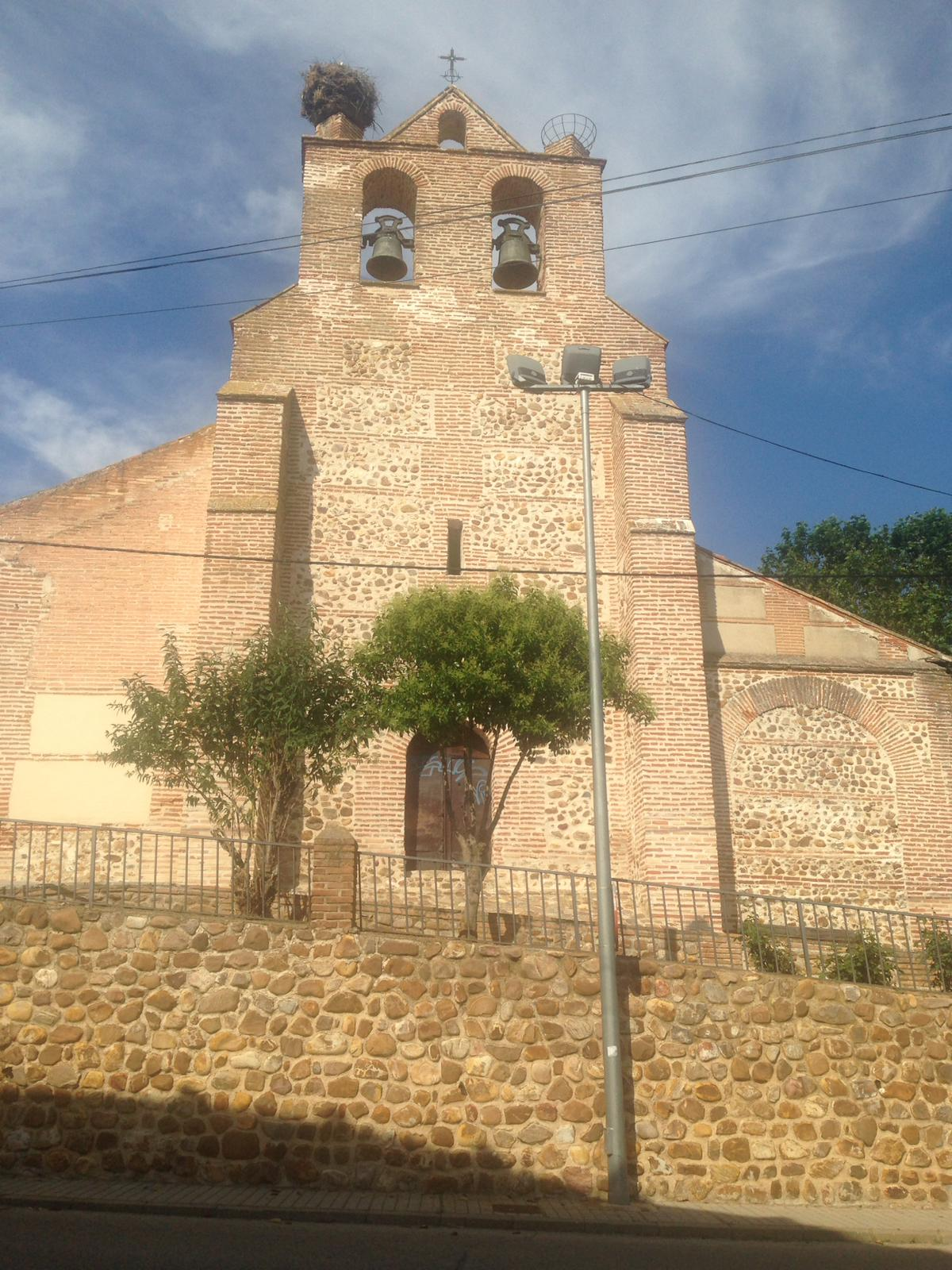
Espadaña de la iglesia de Nuestra Señora de las Nieves
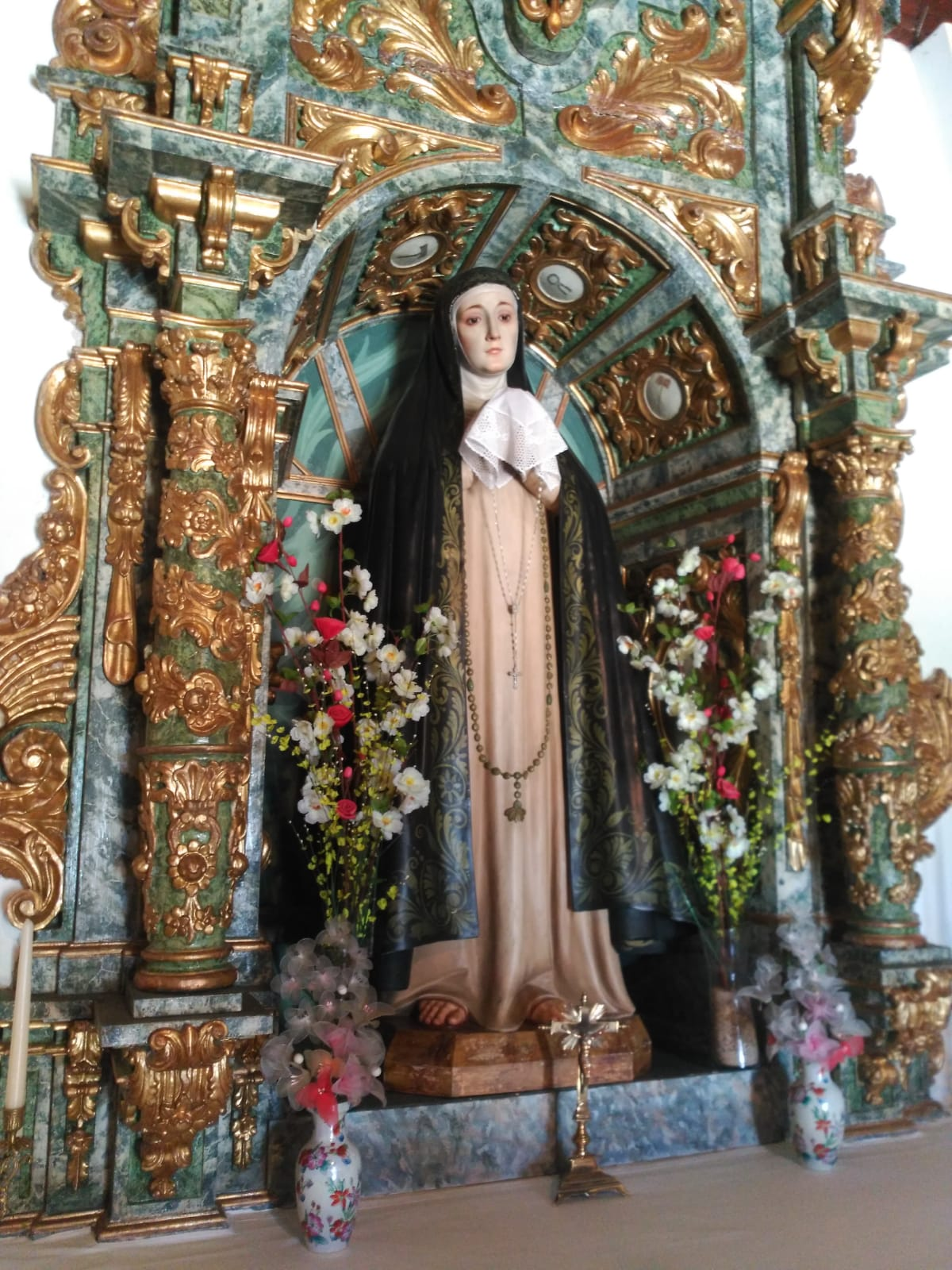
Imagen de la Soledad de la ermita de la Soledad.
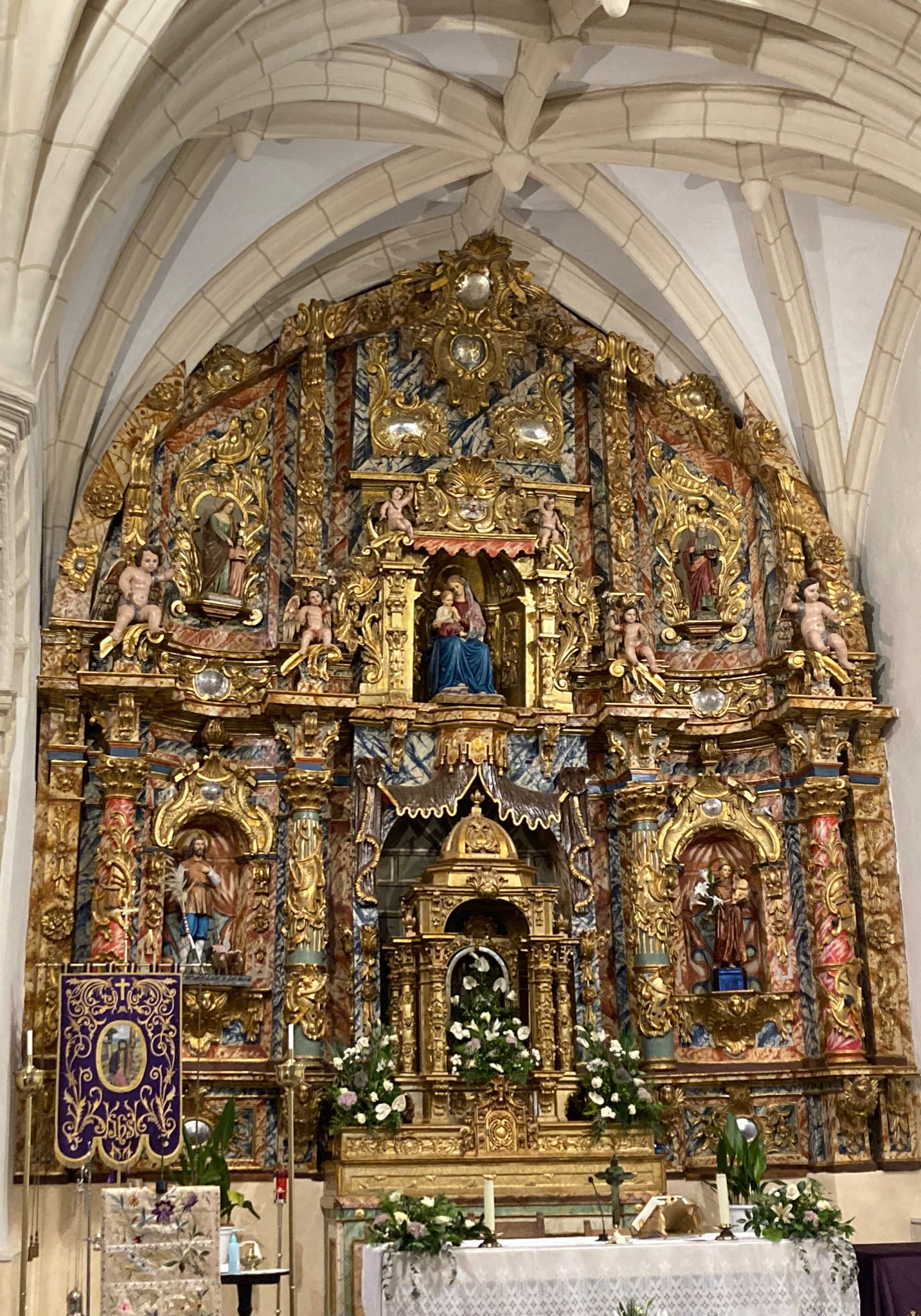
Retablo mayor de la iglesia de Nuestra Señora de las Nieves.

## Educación, sanidad y deportes
Mesones cuenta con un consultorio local, localizado en el edificio del Ayuntamiento. Una escuela, hoy cerrada, daba servicio a los niños del pueblo, que hoy han de desplazarse a otros municipios para su formación educativa. En cuanto a los equipamientos deportivos, Mesones cuenta con un frontón, donde se practican juegos de pelota, así como una pista polideportiva. La localidad también dispone de una plaza de toros para la celebración de eventos relacionados con la tauromaquia.

## Medios de transporte
Carretera
- GU-105, carretera provincial que une Mesones con la carretera GU-1057 y M-120.

Autobús
- Línea interurbana 182. Madrid (Plaza de Castilla)-Valdeolmos.[17]

De igual manera, la línea Astra Guadalajara-El Casar hace parada en Mesones. El autobús urbano de El Casar conecta Mesones con el resto de urbanizaciones y con El Casar.